# Margot Dutour
Margot Dutour née le 25 septembre 1996 à Gujan-Mestras, est une coureuse cycliste française.

## Palmarès sur route
- 2014
  -  Championne de France du contre-la-montre juniors

## Palmarès sur piste

### Championnats nationaux
- 2013
  - 2e de la vitesse juniors
  - 3e de la poursuite juniors
- 2014
  - 2e de la course aux points juniors
  - 3e du scratch
- 2015
  - 3e du scratch
- 2016
  - 3e du keirin